# Festival Hot Point
El Festival Hot Point es un festival de música rap celebrado a principio de junio en Maracena, Granada desde el año 2005. Por él han pasado artistas reconocidos como Nach, Tote King, Falsalarma, SFDK, R de Rumba, entre varios otros. Fue cancelado después de su tercera edición.

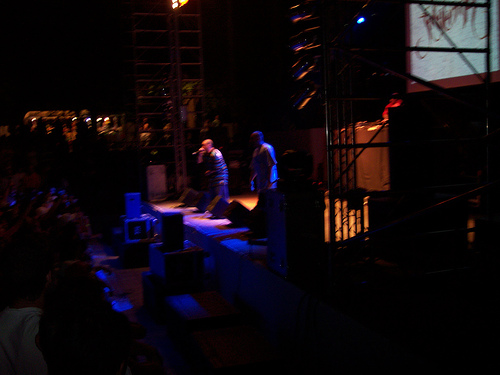
Concierto de Falsalarma en Hotpoint 07.

## Sábado 3 de junio

### Escenario Principal
- Nach
- Tote King
- Juaninacka
- Shotta
- R de Rumba
- Proyecto Hiroshima

### Escenario Ragga Dance-Hall
- La ganja XL
- Mr. Rango
- Kamikaze
- Dj Kaderas
- Bandariang Selectors
- Hermano L
- Patio De Los Leones - All Stars.

### Actividades
- Batalla de Freestyle.
- Exhibición de grafiti.
- Batalla de Breakdance.

## Viernes 1 de junio

### Escenario Principal
- SFDK
- DAS EFX (USA)
- Krisma, Nakar & Fou DJ

## Sábado 2 de junio

### Escenario Principal
- Falsalarma
- Puto Largo
- El Niño
- Mala Rodríguez
- Scratch Komando

### Escenario Ragga Dance-Hall
- General Levy (RU)
- Mango Juice (Alemania)
- Sensey Zhafir
- Raggazam
- El Negrote Hifi

### Actividades
- Batalla de Freestyle.
- Campeonato DJ's.
- Exhibición de grafiti.
- Batalla de Breakdance.

## Sábado 4 de octubre

### Escenario Principal
- Duo Kie
- Chacho Brodas (Griffi, Mbaka, Aqeel, Quiroga y Tremendo)
- Quilate
- Shotta
- 7 Notas 7 Colores
- Cerebro (con Campeón)
- Spanish Fly
- Kalifa

### Actividades
- Exhibición de Breakdance.
- Micro libre.
- Exhibición de grafiti.
- Batalla de Freestyle.